# Liga Panameña de Fútbol
La Liga Panameña de Fútbol (LPF), conosciuta fino al 2009 come Asociación Nacional Pro Fútbol (ANAPROF) è la massima serie del campionato di calcio di Panama. Dal 2007 il campionato si svolge con la formula dell'Apertura e Clausura, cioè si disputano due campionati ogni stagione. Attualmente vi partecipano 10 squadre suddivise in due gruppi. Le prime due di ogni gruppo si qualificano alle semifinali a doppia gara i cui vincitori disputano la finale.
La squadra che ha ottenuto meno punti di tutte nel corso della stagione viene retrocessa in Liga Nacional de Ascenso. La 9ª classificata affronta in uno spareggio promozione/retrocessione la seconda classificata del campionato di II livello panamense. I vincitori dell'Apertura e della Clausura si qualificano alla CONCACAF Champions' Cup.

## Squadre attuali
Stagione 2017-2018.
| Squadra                      | Città                | Stadio                             | Capienza |
| ---------------------------- | -------------------- | ---------------------------------- | -------- |
| Alianza                      | Panama               | Cancha de Entrenamiento Luis Tapia | 900      |
| Atlético Veragüense          | Santiago de Veraguas | Estadio Áristocles Castillo        | 500      |
| Árabe Unido                  | Colón                | Stadio Armando Dely Valdés         | 4.000    |
| Chorrillo                    | Panama               | Stadio Maracaná                    | 5.500    |
| Independiente de la Chorrera | La Chorrera          | Stadio Agustín Sánchez             | 3.000    |
| Plaza Amador                 | Panama               | Stadio Maracaná                    | 5.500    |
| San Francisco                | La Chorrera          | Stadio Agustín Sánchez             | 3.000    |
| Santa Gema                   | Arraiján             | Stadio Agustín Sánchez             | 3.000    |
| Sporting San Miguelito       | San Miguelito        | Cancha de Entrenamiento Luis Tapia | 900      |
| Tauro                        | Panama               | Stadio Rommel Fernández            | 32.000   |

## Squadre fondatrici
| Squadra           | Città          |
| ----------------- | -------------- |
| Chirilanco        | Bocas del Toro |
| Dep. La Previsora | La Chorrera    |
| Deportivo Perù    | Panama         |
| Euro Kickers      | Panama         |
| Plaza Amador      | Panama         |
| Tauro             | Panama         |

## Albo d'oro
| Stagione    | Campioni                                                    | Allenatore                                                  | Secondo                                                     |
| ----------- | ----------------------------------------------------------- | ----------------------------------------------------------- | ----------------------------------------------------------- |
| 1988        | Plaza Amador                                                | Carlos Collazos                                             | Deportivo La Previsora                                      |
| 1989        | Tauro                                                       | Miguel Mansilla                                             | Deportivo La Previsora                                      |
| 1990        | Plaza Amador                                                | Milton Palacios                                             | Tauro                                                       |
| 1991        | Tauro                                                       | Miguel Mansilla                                             | Euro Kickers                                                |
| 1992        | Plaza Amador                                                | Carlos Collazos                                             | Sporting Colón                                              |
| 1993        | Euro Kickers                                                | Orlando Muñoz                                               | Club Projusa                                                |
| 1994–95     | San Francisco                                               | Leopoldo Lee                                                | Tauro                                                       |
| 1995–96     | San Francisco                                               | Leopoldo Lee                                                | Plaza Amador                                                |
| 1996–97     | Tauro                                                       | Miguel Mansilla                                             | Euro Kickers                                                |
| 1997–98     | Tauro                                                       | Miguel Mansilla                                             | Árabe Unido                                                 |
| 1998–99     | Árabe Unido                                                 | Eliazar Herrera                                             | Tauro                                                       |
| 1999–2000   | Tauro                                                       | Alfredo Poyatos                                             | Plaza Amador                                                |
| 2000–01     | Panama Viejo                                                | Gary Stempel                                                | Tauro                                                       |
| 2001 (A)    | Árabe Unido                                                 | Richard Parra                                               | San Francisco                                               |
| 2001 (C)    | Árabe Unido                                                 | Richard Parra                                               | Plaza Amador                                                |
| 2002 (A)    | Árabe Unido                                                 | Richard Parra                                               | San Francisco                                               |
| 2002 (C)    | Plaza Amador                                                | Sergio Giovagnoli                                           | Tauro                                                       |
| 2003 (A)    | Tauro                                                       | Gonzalo Soto                                                | Árabe Unido                                                 |
| 2003 (C)    | Tauro                                                       | Gonzalo Soto                                                | Alianza                                                     |
| 2004 (A)    | Árabe Unido                                                 | Julio César Núñez                                           | Plaza Amador                                                |
| 2004 (C)    | Árabe Unido                                                 | Julio César Núñez                                           | San Francisco                                               |
| 2005 (A)    | Plaza Amador                                                | Fernando Arnulfo Bolívar                                    | Árabe Unido                                                 |
| 2005 (C)    | San Francisco                                               | Gary Stempel                                                | Atlético Veragüense                                         |
| 2006 (A)    | San Francisco                                               | Gary Stempel                                                | Plaza Amador                                                |
| 2006 (C)    | Tauro                                                       | Rubén Guevara                                               | Árabe Unido                                                 |
| 2007 (A)    | Tauro                                                       | Miguel Mansilla                                             | San Francisco                                               |
| 2007 (C)    | San Francisco                                               | Gary Stempel                                                | Árabe Unido                                                 |
| 2008 (A)    | San Francisco                                               | Gary Stempel                                                | Tauro                                                       |
| 2008 (C)    | Árabe Unido                                                 | Richard Parra                                               | Tauro                                                       |
| 2009 (A) I  | San Francisco                                               | Rubén Guevara                                               | Chorrillo                                                   |
| 2009 (A) II | Árabe Unido                                                 | Richard Parra                                               | Tauro                                                       |
| 2010 (C)    | Árabe Unido                                                 | Richard Parra                                               | San Francisco                                               |
| 2010 (A)    | Tauro                                                       | Juan Carlos Cubilla                                         | San Francisco                                               |
| 2011 (C)    | San Francisco                                               | Gary Stempel                                                | Chorrillo                                                   |
| 2011 (A)    | Chorrillo                                                   | Miguel Angel Mansilla                                       | Plaza Amador                                                |
| 2012 (C)    | Tauro                                                       | Sergio Angulo                                               | Chepo                                                       |
| 2012 (A)    | Árabe Unido                                                 | Jair Palacios                                               | Chepo                                                       |
| 2013 (C)    | Sporting San Miguelito                                      | Mario Anthony Torres                                        | San Francisco                                               |
| 2013 (A)    | Tauro                                                       | Rolando Palma                                               | San Francisco                                               |
| 2014 (C)    | Chorrillo                                                   | Julio Medina III                                            | Río Abajo                                                   |
| 2014 (A)    | San Francisco                                               | Gary Stempel                                                | Sporting San Miguelito                                      |
| 2015 (C)    | Árabe Unido                                                 | Sergio Guzmán                                               | Independiente                                               |
| 2015 (A)    | Árabe Unido                                                 | Sergio Guzmán                                               | Chorrillo                                                   |
| 2016 (C)    | Plaza Amador                                                | Jair Palacios                                               | Chorrillo                                                   |
| 2016 (A)    | Árabe Unido                                                 | Sergio Guzman                                               | Plaza Amador                                                |
| 2017 (C)    | Tauro                                                       | Rolando Palma                                               | Árabe Unido                                                 |
| 2017 (A)    | Chorrillo                                                   | Oscar Upegui                                                | Árabe Unido                                                 |
| 2018 (C)    | Independiente de la Chorrera                                | Donaldo González                                            | Tauro                                                       |
| 2018 (A)    | Tauro                                                       | Saul Maldonado                                              | Costa del Este                                              |
| 2019 (C)    | Independiente de la Chorrera                                | Francisco Perlo                                             | San Francisco                                               |
| 2019 (A)    | Tauro                                                       | Saul Maldonado                                              | Costa del Este                                              |
| 2020 (A)    | Campionato non disputato a causa della pandemia di Covid-19 | Campionato non disputato a causa della pandemia di Covid-19 | Campionato non disputato a causa della pandemia di Covid-19 |
| 2020 (C)    | Independiente de la Chorrera                                | Francisco Perlo                                             | San Francisco                                               |
| 2021 (A)    | Plaza Amador                                                | Jorge Dely Valdés                                           | Universitario                                               |
| 2021 (C)    | Tauro                                                       | Saul Maldonado                                              | Herrera                                                     |
| 2022 (A)    | Alianza Panama                                              | Jair Palacios                                               | Sporting San Miguelito                                      |
| 2022 (C)    | Independiente de la Chorrera                                | Franklin Narvàez                                            | Universitario                                               |
| 2023 (A)    | Independiente de la Chorrera                                | Franklin Narvàez                                            | Tauro                                                       |
| 2023 (C)    | Independiente de la Chorrera                                | Franklin Narvàez                                            | Tauro                                                       |
| 2024 (A)    | Tauro                                                       |                                                             | Plaza Amador                                                |
| 2024 (C)    | Independiente de la Chorrera                                |                                                             | Plaza Amador                                                |
| 2025 (A)    | Plaza Amador                                                |                                                             | San Francisco                                               |

## Campionati per squadra
In corsivo le squadre scomparse. 
| Club               | Campioni | Secondi |
| ------------------ | -------- | ------- |
| Tauro              | 17       | 11      |
| Árabe Unido        | 15       | 7       |
| San Francisco      | 9        | 13      |
| Plaza Amador       | 8        | 9       |
| Indep. La Chorrera | 7        | 1       |
| Chorrillo          | 3        | 4       |
| Euro Kickers       | 1        | 2       |
| Sporting S.M.      | 1        | 2       |
| Panamá Viejo       | 1        | 0       |
| Alianza Panama     | 1        | 0       |
| Costa del Este     | 0        | 2       |
| Universitario      | 0        | 2       |
| Herrera            | 0        | 1       |

## Capocannonieri
| Stagione   | Calciatore                                                  | Squadra                                                     | Reti                                                        |
| ---------- | ----------------------------------------------------------- | ----------------------------------------------------------- | ----------------------------------------------------------- |
| 1988       | Miguel Tello                                                | Plaza Amador                                                | 13                                                          |
| 1989       | Alonso Pacheco                                              | Dep. La Previsora                                           | 18                                                          |
| 1990       | José Ardines                                                | Euro Kickers                                                | 26                                                          |
| 1991       | José Ardines                                                | Euro Kickers                                                | 13                                                          |
| 1992       | José Ardines                                                | Euro Kickers                                                | 20                                                          |
| 1993       | José Ardines                                                | Euro Kickers                                                | 12                                                          |
| 1994-95    | José Ardines                                                | Euro Kickers                                                | 20                                                          |
| 1995-96    | José Ardines                                                | Euro Kickers                                                | 25                                                          |
| 1996-97    | Patricio Guevara                                            | Tauro                                                       | 22                                                          |
| 1997-98    | Luis Calamaris                                              | San Francisco                                               | 21                                                          |
| 1998-99    | Luis Calamaris                                              | San Francisco                                               | 18                                                          |
| 1999-00    | René Mendieta                                               | Tauro                                                       | 15                                                          |
| 2000-01    | Luis Parra                                                  | Tauro                                                       | 16                                                          |
| 2000-01    | Alberto Cerezo                                              | Árabe Unido                                                 | 16                                                          |
| 2001 (A)   | Ricardo Phillips                                            | Panamá Viejo                                                | 13                                                          |
| 2001 (C)   | Roberto Brown                                               | San Francisco                                               | 13                                                          |
| 2002 (A)   | Gabriel de los Rios                                         | Alianza Panama                                              | 7                                                           |
| 2002 (C)   | Anel Canales                                                | Tauro                                                       | 10                                                          |
| 2003 (A)   | Anel Canales                                                | San Francisco                                               | 11                                                          |
| 2003 (C)   | Hector Nazarith                                             | Tauro                                                       | 9                                                           |
| 2003 (C)   | Wilson Zuñiga                                               | Alianza Panama                                              | 9                                                           |
| 2004 (A)   | Jorge Dely Valdés                                           | Árabe Unido                                                 | 12                                                          |
| 2004 (C)   | Alberto Zapata Victor René Mendieta Jr.                     | Alianza Panama San Francisco                                | 16                                                          |
| 2005 (A)   | Jorge Dely Valdés                                           | San Francisco                                               | 11                                                          |
| 2005 (C)   | Jorge Dely Valdés                                           | San Francisco                                               | 13                                                          |
| 2006 (A)   | Luis Tejada                                                 | Plaza Amador                                                | 11                                                          |
| 2006 (C)   | Cesar Medina                                                | Alianza Panama                                              | 12                                                          |
| 2007 (A)   | Edwin Aguilar                                               | Tauro                                                       | 14                                                          |
| 2007 (C)   | Gabriel Torres                                              | Chepo                                                       | 9                                                           |
| 2007 (C)   | Orlando Rodríguez                                           | Árabe Unido                                                 | 9                                                           |
| 2008 (A)   | Cesar Medina                                                | Alianza Panama                                              | 12                                                          |
| 2008 (C)   | Orlando Rodríguez                                           | Árabe Unido                                                 | 17                                                          |
| 2009 (A 1) | Edwin Aguilar                                               | Tauro                                                       | 18                                                          |
| 2009 (A 2) | Armando Polo                                                | Sporting S.M.                                               | 12                                                          |
| 2010 (C)   | Johan De Ávila                                              | San Francisco                                               | 10                                                          |
| 2010 (A)   | Gabriel Ríos                                                | Atlético Chiriquí                                           | 8                                                           |
| 2011 (C)   | Boris Alfaro Brunette Hay                                   | San Francisco Sporting S.M.                                 | 9                                                           |
| 2011 (A)   | Cesar Medina Delano Welch                                   | Alianza Panama Chepo                                        | 8                                                           |
| 2012 (C)   | Luis Rentería                                               | Tauro                                                       | 11                                                          |
| 2012 (A)   | Jorman Aguilar                                              | Rio Abajo                                                   | 10                                                          |
| 2013 (C)   | Ricardo Clarke                                              | Sporting S.M.                                               | 10                                                          |
| 2013 (A)   | Ernesto Sinclair                                            | Indep. La Chorrera                                          | 8                                                           |
| 2014 (C)   | Carlos Small                                                | Sporting S.M.                                               | 10                                                          |
| 2014 (A)   | José González Joly Yairo Yau                                | Árabe Unido Sporting S.M.                                   | 8                                                           |
| 2015 (C)   | Johnny Ruiz                                                 | San Francisco                                               | 10                                                          |
| 2015 (A)   | Armando Polo                                                | Árabe Unido                                                 | 8                                                           |
| 2016 (C)   | Manuel Murrillo                                             | Atlético Nacional                                           | 10                                                          |
| 2016 (A)   | Edwin Aguilar                                               | Tauro                                                       | 13                                                          |
| 2017 (C)   | Jorlian Sanchez                                             | Sporting S.M.                                               | 9                                                           |
| 2017 (A)   | Ronald Dinolis                                              | Sporting S.M.                                               | 10                                                          |
| 2018 (C)   | José Fajardo                                                | Indep. La Chorrera                                          | 10                                                          |
| 2018 (A)   | Edwin Aguilar                                               | Tauro                                                       | 10                                                          |
| 2019 (C)   | Cristian Zuniga Enrico Small                                | San Francisco Tauro                                         | 10                                                          |
| 2019 (A)   | Cristian Zuniga Valentín Pimentel                           | San Francisco Costa del Este                                | 7                                                           |
| 2020 (A)   | Campionato non disputato a causa della pandemia di Covid-19 | Campionato non disputato a causa della pandemia di Covid-19 | Campionato non disputato a causa della pandemia di Covid-19 |
| 2020 (C)   | Alfredo Stephens                                            | Indep. La Chorrera                                          | 8                                                           |
| 2021 (A)   | Jair Catuy                                                  | Universitario                                               | 11                                                          |
| 2021 (C)   | Ismael Díaz                                                 | Tauro                                                       | 10                                                          |
| 2022 (A)   | Ricardo Buitrago                                            | Plaza Amador                                                | 7                                                           |
| 2022 (C)   | Joseph Cox                                                  | Universitario                                               | 13                                                          |
| 2023 (A)   | Ronaldo Còrdoba                                             | Herrera                                                     | 15                                                          |
| 2023 (C)   | Víctor Ávila                                                | Indep. La Chorrera                                          | 10                                                          |